# Groupe de NGC 5488
Le groupe de NGC 5488 comprend au moins 14 galaxies situées dans la constellation du Centaure. La distance moyenne entre ce groupe et la Voie lactée est d'environ 66,4 Mpc (∼217 millions d'al). 

## Membres
Le tableau ci-dessous liste les 14 galaxies du groupe indiquées dans l'article de A.M. Garcia paru en 1993.
| Nom        | Class.                  | Type                  | α (J2000.0)   | δ (J2000.0)  | Vitesse radiale (km/s) | m            | Distance (Mpc) | Diamètre (kal) |
| ---------- | ----------------------- | --------------------- | ------------- | ------------ | ---------------------- | ------------ | -------------- | -------------- |
| NGC 5397   | SAB0^-(s)?              | Lenticulaire          | 14h 01m 10.4s | -33° 56′ 45″ | 4161 ± 17              | 11,6         | 65,1 ± 4,6     | 144            |
| NGC 5419   | E                       | Elliptique            | 14h 03m 38.7s | -33° 58′ 42″ | 4126 ± 15              | 10,8         | 64,5 ± 4,5     | 429            |
| NGC 5488   | SABbc?                  | Spirale intermédiaire | 14h 08m 03.1s | -33° 18′ 54″ | 4360 ± 29              | 11,7         | 67,9 ± 4,8     | 298            |
| IC 4366    | SAB(rs)c pec            | Spirale intermédiaire | 14h 05m 11.5s | -33° 45′ 36″ | 4621 ± 5               | 12,6         | 71,8 ± 5,0     | 165            |
| ESO 445-81 | Sbc?                    | Spirale               | 13h 56m 34.8s | -32° 37′ 47″ | 4364 ± 3               | 14,46        | 68,2 ± 4,8     | 171            |
| ESO 384-19 | (R)SA(rl)0^+            | Lenticulaire          | 13h 57m 39.2s | -34° 13′ 08″ | 4267 ± 15              | 12,10 ± 0,09 | 66,7 ± 4,7     | 131            |
| ESO 384-21 | SB?                     | Spirale barrée        | 13h 57m 57.4s | -34° 00′ 32″ | 4380 ± 17              | 14,70 ± 0,09 | 68,4 ± 4,8     | 137            |
| ESO 384-35 | I?                      | Irrégulière           | 14h 02m 33.1s | -33° 23′ 58″ | 4034 ± 4               | 12,30 ± 0,09 | 63,2 ± 4,43    | 95             |
| ESO 384-49 | E?                      | Elliptique            | 14h 06m 07.0s | -33° 55′ 24″ | 4401 ± 12              | 12,77 ± 0,09 | 68,6 ± 4,8     | 99             |
| ESO 446-17 | (R)S(rs)b               | Spirale               | 14h 07m 59.1s | -32° 03′ 05″ | 4135 ± 4               | 11,09        | 64,7 ± 4,5     | 116            |
| ESO 384-18 | S?                      | Spirale               | 13h 57m 22.5s | -34° 46′ 36″ | 4200 ± 40              | 14,13 ± 0,09 | 65,7 ± 4,6     | 115            |
| ESO 445-86 | S0?                     | Lenticulaire          | 13h 59m 36.9s | -32° 33′ 08″ | 4323 ± 45              | 13,35 ± 0,09 | 67,5 ± 4,8     | 118            |
| ESO 384-25 | Paire Sb? pec & Sa? pec | Spirale               | 13h 59m 48.1s | -33° 40′ 47″ | 3729 ± 71              | ?            | 58,7 ± 4,3     | 101            |
| ESO 384-26 | S0                      | Lenticulaire          | 14h 00m 14.6s | -34° 02′ 17″ | 4396 ± 28              | 12,63 ± 0,09 | 68,6 ± 4,8     | 124            |

Le site DeepskyLog permet de trouver aisément les constellations des galaxies mentionnées dans ce tableau ou si elles ne s'y trouvent pas, l'outil du site constellation permet de le faire à l'aide des coordonnées de la galaxie. Sauf indication contraire, les données proviennent du site NASA/IPAC.